# 아미노산 산화환원효소
아미노산 산화환원효소(영어: amino acid oxidoreductase)는 아미노산에 작용하는 산화환원효소의 일종이다.
아미노산 산화환원효소들은 EC 번호 1.4로 분류된 대부분의 효소 그룹을 구성하며, 나머지는 모노아민 산화효소들이다.
다음은 아미노산 산화환원효소의 예이다.
- 글루탐산 탈수소효소
- 산화 질소 생성효소

## 같이 보기
- 아미노산
- 산화환원효소